# Caryota kiriwongensis
Caryota kiriwongensis là loài thực vật có hoa thuộc họ Arecaceae. Loài này được Hodel mô tả khoa học đầu tiên năm 2009.